# La Gaudaine
La Gaudaine ist eine französische Gemeinde mit 179 Einwohnern (Stand: 1. Januar 2022) im Département Eure-et-Loir in der Region Centre-Val de Loire; sie gehört zum Arrondissement Nogent-le-Rotrou und zum Kanton Nogent-le-Rotrou.

## Geographie
La Gaudaine liegt etwa 47 Kilometer westsüdwestlich von Chartres. Umgeben wird La Gaudaine von den Nachbargemeinden Arcisses mit Brunelles im Norden und Nordwesten, Thiron-Gardais im Osten und Nordosten, La Croix-du-Perche im Südosten, Argenvilliers im Süden, Vichères im Südwesten, Trizay-Coutretot-Saint-Serge im Westen und Südwesten sowie Champrond-en-Perchet im Westen und Nordwesten.

## Bevölkerungsentwicklung
| Jahr                      | 1962 | 1968 | 1975 | 1982 | 1990 | 1999 | 2006 | 2013 |
| Einwohner                 | 166  | 112  | 104  | 108  | 128  | 154  | 180  | 173  |
| Quelle: Cassini und INSEE |      |      |      |      |      |      |      |      |

## Sehenswürdigkeiten

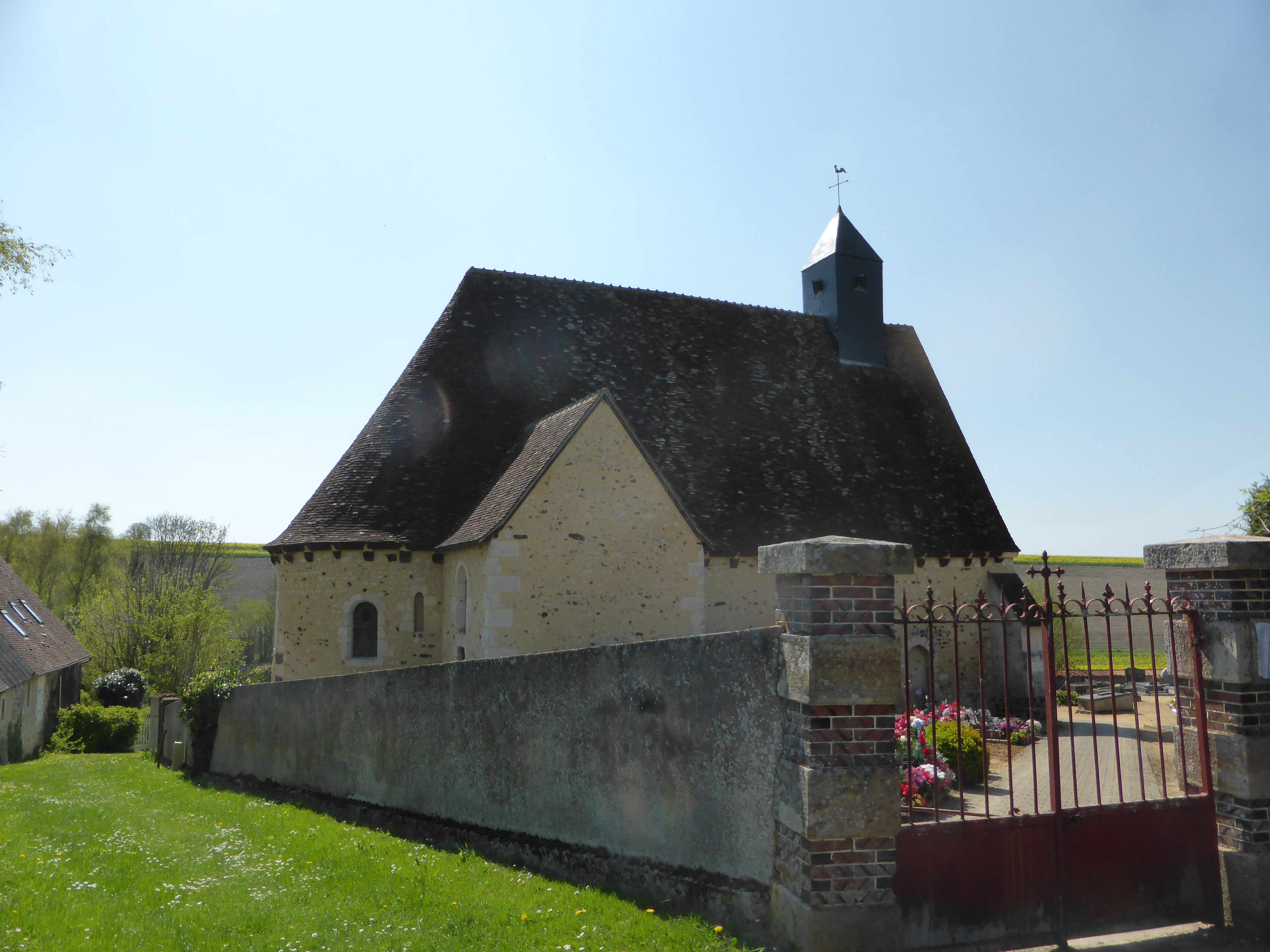
Kirche Saint-Jean-Baptiste

- Kirche Notre-Dame